# 19P/Borrelly
El cometa 19P/Borrelly és un cometa periòdic, que fou estudiat de prop per la sonda Deep Space 1 el 2001. Fou descobert per Alphonse Louis Nicolas Borrelly durant una recerca rutinària de cometes a Marsella, el 28 de desembre de 1904.

## El sobrevol de laDeep Space 1
El 21 de setembre de 2001 la sonda espacial Deep Space 1 realitzà un sobrevol del Borrelly. La sonda s'havia llençat amb l'objectiu de provar noves tecnologies astronàutiques i l'encontre amb el cometa es produí durant una ampliació del període de missió, després d'haver completat els seus objectius principals. Malgrat que la sonda no estava especialment dissenyada per a aquesta tasca, la Deep Space 1 envià a la Terra valuoses dades i imatges. Entre altres coses es pogué determinar que el nucli del cometa mesurava 8 x 4 km.